# Роберт Хофщетер
Роберт Хофщетер (на английски: Robert Hofstadter) е американски физик, носител на Нобелова награда за физика за 1961 година „за основополагащи изследвания по разсейване на електроните от атомни ядра и свързаните с тях открития в областта на структурата на нуклоните“.

## Биография
Роден е на 5 февруари 1915 година в Ню Йорк, САЩ. През 1938 година защитава докторат в университета в Принстън. От 1950 до 1985 година е преподавател в Станфорд. В последните години от живота си проявява интерес към астрофизиката.
Той е баща на Дъглас Хофстатър, носител на наградата Пулицър за книгата си „Gödel, Escher, Bach: an Eternal Golden Braid“.
Умира на 17 ноември 1990 година в Станфорд на 75-годишна възраст.